# Maldive ai Giochi della XXVI Olimpiade
Le Maldive hanno partecipato ai Giochi della XXVI Olimpiade di Atlanta, che si sono svolti dal 19 luglio al 4 agosto 1996.
Gli atleti della delegazione maldiviana sono stati sei.

## Risultati

### Atletica Leggera
Gare maschili
| Atleta                                                 | Evento            | Batteria  | Batteria  | Quarto di finale | Quarto di finale | Semifinale | Semifinale | Finale          | Finale          |
| Atleta                                                 | Evento            | Risultato | Posizione | Risultato        | Posizione        | Risultato  | Posizione  | Risultato       | Posizione       |
| ------------------------------------------------------ | ----------------- | --------- | --------- | ---------------- | ---------------- | ---------- | ---------- | --------------- | --------------- |
| Ahmed Shageef Mohamed Amir Naseer Ismail Hussain Riyaz | Staffetta 4×400 m | 3'24"88   | 32        | N.D.             | N.D.             | N.D.       | N.D.       | non qualificati | non qualificati |

Gare femminili
| Atleta          | Evento      | Batteria  | Batteria  | Quarto di finale | Quarto di finale | Semifinale | Semifinale | Finale          | Finale          |
| Atleta          | Evento      | Risultato | Posizione | Risultato        | Posizione        | Risultato  | Posizione  | Risultato       | Posizione       |
| --------------- | ----------- | --------- | --------- | ---------------- | ---------------- | ---------- | ---------- | --------------- | --------------- |
| Yaznee Nasheeda | 800 m piani | 2'36"85   | 7         | N.D.             | N.D.             | N.D.       | N.D.       | non qualificato | non qualificato |

## Nuoto
| 50 m stile libero maschili | Moosa Nazim | 28"37 | 61 | N.D. | N.D. | N.D. | N.D. |  |  |